# چاه صحاری
چاه صحاری، روستایی در دهستان خمیر بخش مرکزی شهرستان خمیر در استان هرمزگان ایران است.

## جمعیت
بر پایه سرشماری عمومی نفوس و مسکن در سال ۱۳۹۵، جمعیت این روستا برابر با ۴۴۵ نفر (۱۱۸ خانوار) بوده‌است.